# Râul Orjogoaia
Râul Orjogoaia este un curs de apă, afluent al râului Doftana. . 

## Hărți
- Harta Munții Baiului  Arhivat în 15 iunie 2011, la Wayback Machine.
- Harta Munților Grohotiș [nefuncțională – arhivă]
- Harta județului Prahova